# 기후 프로젝트
기후 프로젝트(영어: The Climate Project, TCP)는 앨 고어에 의하여 2006년 6월에 설립되었다. 기후변화와 관련된 세계적 문제점들에 대한 그의 소신이 이 단체가 만들어진 계기가 되었다. 기후변화의 심각성을 널리 알리는데 목적을 두고 있다. 2010년 3월 기후보호연합과 합쳤다. 풀뿌리 운동적 성격을 지닌 환경단체로서, 세미나·트레이닝·교육적인 프레젠테이션 등을 통하여 기후변화의 심각성을 널리 알리는데 목적을 두고 있다.
기후프로젝트(이하 TCP)는 현재 미국, 영국, 스페인, 중국, 남아메리카, 한국 등 여러 국가에서 3,000여명의 활동가들이 활동하는 단체가 되었다. 이 단체에 참가한 사람들은 800백만명이 넘어섰다.

기후프로젝트 한국지부 : http://sgf.or.kr/
TCP는 2006년 6월 앨 고어의 집인 미국 테네시주 내쉬빌에 기초를 두고 시작하였다. 첫 번째 트레이닝 과정은 2006년 9월과 2007년 4월에 걸쳐 앨 고어에 의하여 이루어졌다. IPCC(Intergovermental Panel on Climate Change)의 과학자들(Michael McCracken과 Henry Pollack)과 홈페이지를 통해 받은 지원자들 중 선발된 1,000여명이 그 대상자들이었다. 자원봉사자들은 미국 각 주에서 왔으며, 동일한 트레이닝을 받으며 어떻게 해야 슬라이드쇼를 자신만의 프레젠테이션화할 수 있는지에 대하여 교육받았다. 이렇게 교육받은 자원봉사자들은 자기 지역에 돌아가 많은 사람들에게 강연을 시작하였고, 기본적인 슬라이드쇼를 자기화하여 강연하였다. 정기적으로 기후변화에 대한 자료들을 수정, 보완함으로써 양질의 강연을 할 수 있도록 하였다.
TCP는 현재 미국, 영국, 스페인, 중국, 남미, 한국 등 여러 국가에서 3,000여명의 활동가들이 활동하는 단체가 되었다. 이들이 행한 강연에 참가한 사람들은 800백만명이 넘어섰으며, 프레젠테이션은 7만번 이상 행하여졌다. 2009년에 3차례의 트레이닝 과정이 시행되었으며, 2010년에는 한 차례 글로벌 서밋이 개최되었다. 2011년에는 한국에서 앨 고어가 직접 참여하는 글로벌 서밋이 개최될 예정이다. 현재 지구의 날과 연계하여 어린이 혹은 청년층에 대한 기후변화의 심각성을 알리는 활동을 하고 있다. 또한, 이들을 트레이닝하고 조직하여 리더십을 기를 수 있는 기회를 제공하고 기후변화에 대한 관심도 불러일으키고 있다.
앨 고어가 강연하는 모습을 담은 다큐멘터리'불편한 진실'은 아카데미 영화제에서 다큐멘터리 부분에서 수상을 하였다. 단체활동을 통하여 앨 고어는 노벨평화상을 수상하게 되었다.